# Geilenkirchen
Geilenkirchen ist eine mittlere kreisangehörige Stadt im westlichen Nordrhein-Westfalen im Kreis Heinsberg.

## Geographie

### Geographische Lage
Geilenkirchen liegt etwa 20 km (Luftlinie) nördlich von Aachen, mit der zum Stadtgebiet gehörenden Teverener Heide unmittelbar an der niederländischen Grenze, am Südostrand des Selfkant, im Tal der Wurm.
Die Stadt erstreckt sich beiderseits der Wurm auf den sanft ansteigenden Hängen des Wurmtales, die sich von 70 m über NHN auf Flussniveau bis auf rund 100 m Höhe erheben.

Geilenkirchen erstreckt sich über 9,5 km in Nord-Süd-Richtung und über 15,4 km Ost-West-Richtung.
Die drei Ortsteile Geilenkirchen, Bauchem (beide links der Wurm) und Hünshoven (rechts der Wurm) sind mittlerweile vollständig zusammengewachsen und bilden die Kernstadt der Gemeinde. Die Wurm im Stadtzentrum ist über einige hundert Meter überbaut. Der höchste Punkt im Gemeindegebiet liegt bei Gut Muthagen mit 122,5 Meter.

### Stadtgliederung und Gemeindegebiet

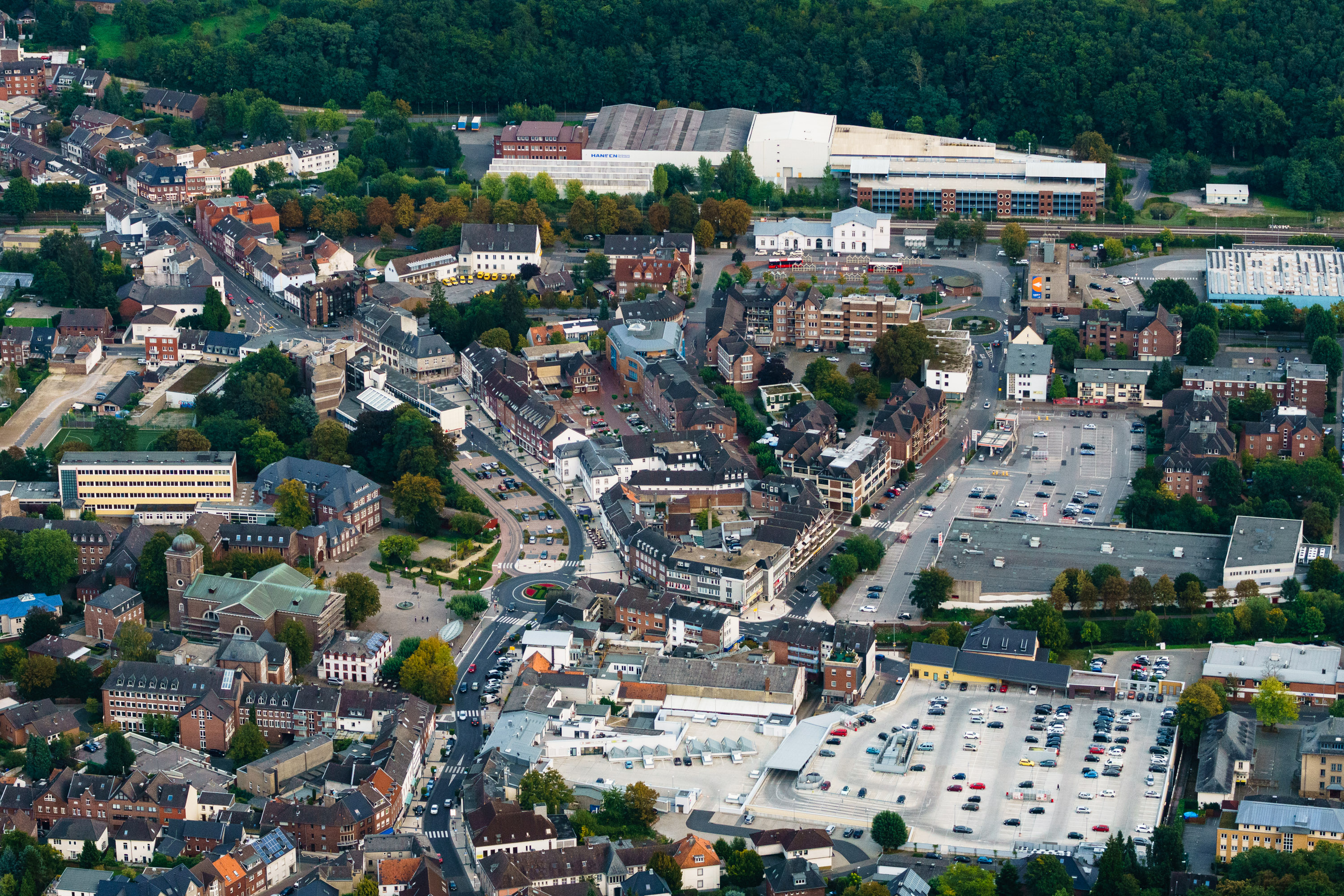
Geilenkirchen Zentrum östl. Teil, Luftaufnahme

Geilenkirchen ist gemäß der Hauptsatzung aufgegliedert in 30 Ortschaften, die in 13 Stadtbezirke zusammengefasst und durch je einen Ortsvorsteher vertreten werden.
- Beeck
- Geilenkirchen (Kerngebiet) mit Hünshoven und Bauchem
- Gillrath, Hatterath, Nierstraß und Panneschopp
- Grotenrath
- Immendorf, Waurichen und Apweiler
- Kraudorf, Nirm, Kogenbroich und Hoven
- Lindern
- Niederheid
- Prummern
- Süggerath
- Teveren und Bocket
- Tripsrath, Hochheid und Rischden
- Würm, Leiffarth, Flahstraß, Müllendorf und Honsdorf

### Nachbargemeinden
| Gangelt        | Heinsberg                                   | Hückelhoven |
| Brunssum (NL)  | Kompassrose, die auf Nachbargemeinden zeigt | Linnich     |
| Landgraaf (NL) | Übach-Palenberg                             | Baesweiler  |

### Geologie
Die Stadt liegt auf einer Hauptterrasse der Geilenkirchener Lehmplatte, im Naturraum des Niederrheinischen Tieflandes.

### Klima
Am 24. Juli 2019 wurde an einer Bundeswehr-Messstation auf dem NATO-Flugplatz Geilenkirchen mit 40,5 °C die bis dahin höchste in Deutschland gemessene Lufttemperatur, in 2 m Höhe und als 1-Stunden-Mittelwert, verzeichnet. Der Rekord hatte nur kurz Bestand, bereits am darauffolgenden Tag wurden an mehreren Orten in Deutschland höhere Temperaturen gemessen, siehe Liste der Temperaturrekorde in Deutschland.

## Geschichte
Geilenkirchen entstand am linken Ufer der seinerzeit mäandernden Wurm bei einer schon in der Römerzeit benutzten Furt. Grabfunde aus dem 6. und 7. Jahrhundert – gefunden in den 1930er Jahren in der Flur „Kniepbusch“ – sowie einzelne frühmittelalterliche Scherben aus einer Grabung am heutigen Marktplatz bezeugen die Anfänge des Ortes noch im frühen Mittelalter. Die schriftliche Überlieferung setzt zum Jahr 1170 ein, als der Kölner Erzbischof Philipp I. von Heinsberg Schenkungen an die Stiftskirche St. Gangolf tätigte.
Die mittelalterliche Stadt lag an der Römerstraße Aachen-Roermond, die hier die Wurm querte; die Furt war später bzw. ab dem 12. Jahrhundert durch eine Wasserburg der Grafen von Heinsberg gesichert. Reste dieser Burg sind nach ihrer Zerstörung 1945 heute integriert in das Bischöfliche Gymnasium „St. Ursula“.
1794 besetzten französische Truppen das linke Rheinufer; die Franzosenzeit begann. Später annektierte Frankreich das Gebiet; Geilenkirchen war ein Kanton im Département de la Roer, im Arrondissement d’Aix-la-Chapelle. Napoleon I. ließ in dieser Zeit die erste nachweisliche Steinbrücke über die Wurm bauen.

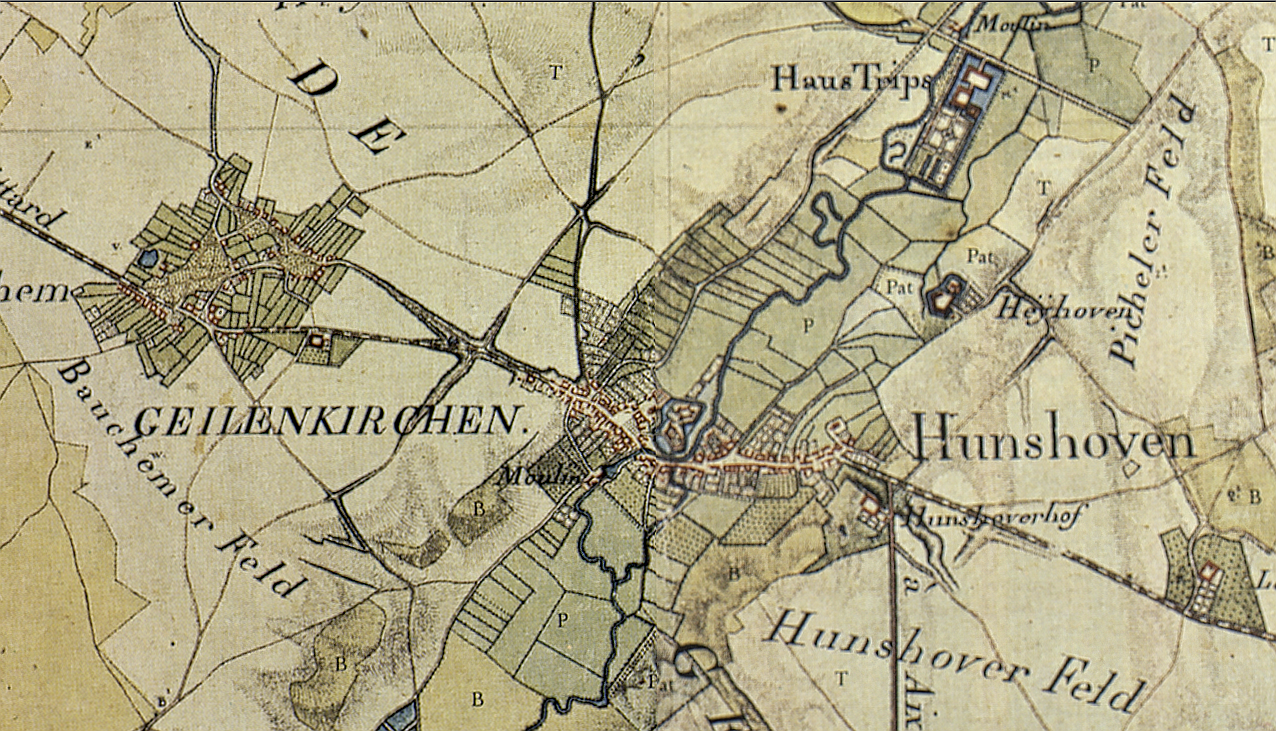
Geilenkirchen um 1800
Geilenkirchen um 1860
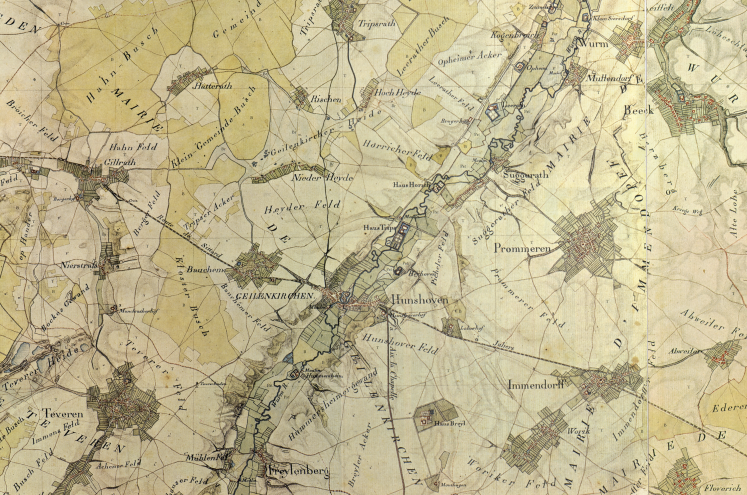
Geilenkirchen und Umgebung um 1800
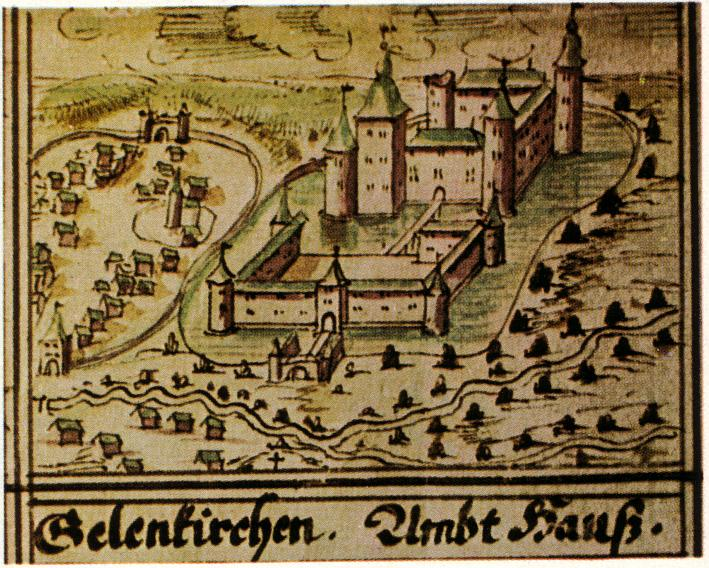
Burg Geilenkirchen um 1720 (Stadt und Burg links der Wurm, die Burg wurde überhöht dargestellt)
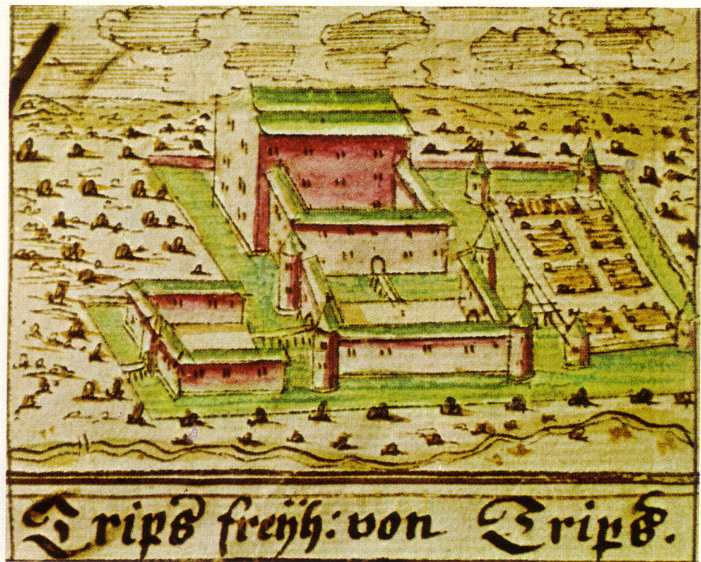
Schloss Trips ebenfalls um 1720 (Geilenkirchen)

1815, unter preußischer Herrschaft, entstand der Kreis Geilenkirchen.
1918, nach dem Ersten Weltkrieg, wurde das Rheinland entmilitarisiert und von alliierten Truppen besetzt; in Geilenkirchen standen französische, marokkanische sowie belgische Truppen. Von 1918 bis 1929 waren belgische Besatzungssoldaten in einer Kaserne (Kamp van Dinant) stationiert, die im Bereich des Hünshoverner Hofes gebaut wurde.
1932 wurde der Kreis Geilenkirchen mit dem Landkreis Heinsberg zusammengelegt und es entstand der Selfkantkreis Geilenkirchen-Heinsberg mit der Stadt Geilenkirchen als Kreisstadt.

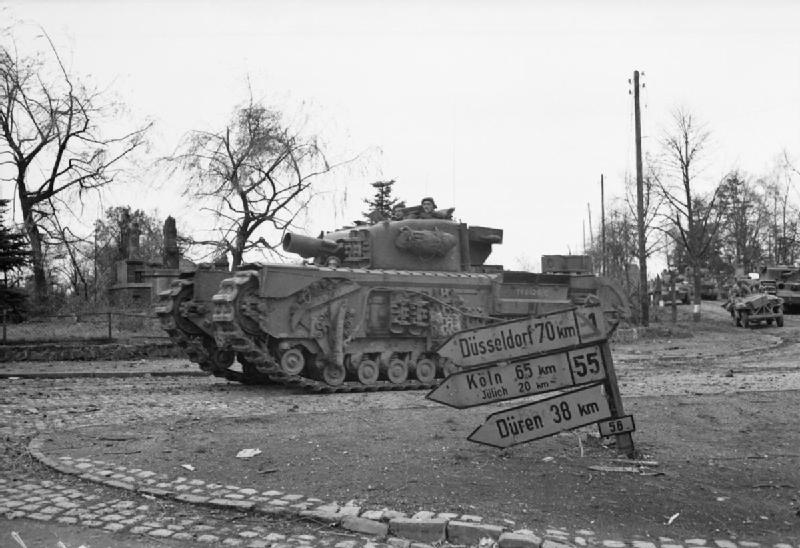
Britische Panzer am 19. November 1944 in Geilenkirchen

Vor dem Zweiten Weltkrieg wurden nahe Geilenkirchen Westwall-Bunker und -Hindernisse gebaut (siehe auch Liste von erhaltenen Bauten des Westwalles#Limes-Programm 1938).
Das nördliche Ende des Westwalls lag in Heinsberg (etwa 11 km nördlich); 1944 wurde diese Linie Richtung Venlo feldmäßig verlängert (Maas-Rur-Stellung). Im November 1944 gab es im Frontverlauf einen Vorsprung (Geilenkirchen Salient), der in die alliierte Front hineinragte.
Während der Operation Clipper (10. bis 22. November 1944) gelang es britischen und amerikanischen Truppen, diesen Frontvorsprung einzudrücken.
Am 8. November warfen Jagdbomber Napalm auf Geilenkirchen. Am 19. November besetzten die Truppen Geilenkirchen. Die Operation Clipper war Teil der für beide Kriegsparteien verlustreichen Operation Queen (16. November bis 16. Dezember 1944).
Nach dem Krieg war das Rheinland Teil der britischen Besatzungszone. 1949 wurde die Bundesrepublik Deutschland gegründet. Die Besatzung, und damit das Ausüben alliierter Hoheitsrechte, endete in Westdeutschland 1955 mit dem Deutschlandvertrag.
1953 errichtete die Royal Air Force im Stadtteil Teveren auf einem schon in den 1930er Jahren genutzten Feldflugplatz einen Fliegerhorst (Air Base Geilenkirchen), den sie bis 1968 nutzte und dann an die Luftwaffe übergab.
1971, bei der kommunalen Gebietsreform durch das Aachen-Gesetz, verlor Geilenkirchen den Status der Kreisstadt, da der Kreis Geilenkirchen-Heinsberg und der Kreis Erkelenz zum neuen Kreis Heinsberg zusammengefügt wurden. Neue Kreisstadt wurde die Stadt Heinsberg.
Im ehemaligen Kreishaus des Selfkantkreises Geilenkirchen-Heinsberg ist seitdem das Finanzamt untergebracht.

### Ortsname
Nach der Volksetymologie bezieht sich der Name Geilenkirchen ursprünglich auf eine Holzkirche, die ein Franke namens Gelo errichtet habe, etwa im Sinne von „Geilos Kirche“. Ursprünglich hieß Geilenkirchen „Gelekircke“ (lokales Idiom auch „Jellekercke“; auf Niederländisch früher „Geelkerken“).
Der Name erscheint seit dem letzten Drittel des 12. Jahrhunderts in den verschiedensten niederfränkischen und hochdeutschen Formen und Mischformen, je nachdem ob die Schreiber der Urkunden Niederfränkische oder Hochdeutsche waren: 1170 Gelenkirchen, 1244 Gelinkerike, 1252 Gelenkirche, 1270 Geilenkirge, 1276 Gelinkirke, 1277 Geilinkirchin, 1290 Gelinkirken, 1328 Gelynkirchen, 1363 Geillenkyrken usw.
1747 wird die Stadt als „Gedekirch“ auf einer Karte der „Katholischen Niederlande und angrenzende Deutsche Provinzen“ (Karte – Pais Bas Catholiques – Belgium Catholicum) angegeben.
Die Mundart hat bis heute in ihrem „Gelekerke“ die ursprüngliche niederfränkische Form behalten.

### Neubildung der Stadt Geilenkirchen
Mit dem Gesetz zur Neugliederung der Gemeinden und Kreise des Neugliederungsraumes Aachen (Aachen-Gesetz) vom 14. Dezember 1971 wurden die Stadt Geilenkirchen und die Gemeinden Teveren, Lindern, Beeck, Immendorf, Süggerath und Würm zu einer neuen Gemeinde zusammengeschlossen. Die neue Gemeinde erhielt den Namen Geilenkirchen und führt die Bezeichnung „Stadt“ (§ 29).

Bevölkerungsentwicklung
| Jahr (1) | Einwohner |
| -------- | --------- |
| 2005     | 28.693    |
| 2010     | 28.253    |
| 2015     | 26.963    |
| 2019     | 27.470    |
| 2022     | 28.252    |
| 2024     | 28.494    |

## Politik

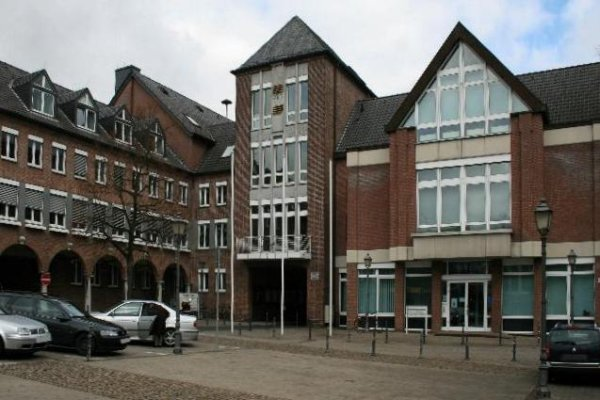
Rathaus Geilenkirchen

Gemäß dem Gesetz zur Stärkung der kommunalen Demokratie vom 9. April 2013 beträgt die Wahlperiode eines Bürgermeisters fünf Jahre.

### Bürgermeister
- 1945–1954: Johannes Plum, CDU
- 1954–1958: Hubert Pennartz, CDU
- 1958–1961: Hans Schönauer, CDU
- 1961–1969: Rudolf Wyrsch, CDU
- 1969–1994: Heinrich Cryns, CDU
- 1994–2004: Franz Beemelmanns, CDU (ab 1999 hauptamtlich)
- 2004–2009: Andreas Borghorst, CDU
- 2009–2015: Thomas Fiedler, parteilos
- 2015–2020: Georg Schmitz, parteilos
- seit 2020: Daniela Ritzerfeld, parteilos

Am 20. Januar 2025 kündigte Bürgermeisterin Daniela Ritzerfeld ihren Rückzug an. Sie wird nicht nochmal als Bürgermeisterin kandidieren.

### Stadtrat
Der Stadtrat umfasst 2020 38 Mitglieder
| Partei/Fraktion | Sitze im Rat 2020 |
| --------------- | ----------------- |
| CDU             | 17                |
| SPD             | 5                 |
| Die Grünen      | 7                 |
| Bürgerliste     | 6                 |
| Linke           | 1                 |
| FDP             | 2                 |

(Stand: September 2020)

### Wappen

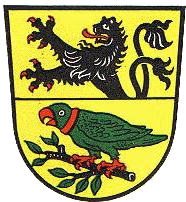
Ehemaliges Stadtwappen (bis 1972)
Heutiges Stadtwappen (seit 1972)

Das Wappen der Stadt wurde abgeleitet vom ältesten Siegel der Stadt aus dem Jahr 1556, welches dem Herzog von Jülich (Wilhelm V.) gehörte. Die Herkunft des Vogels (Papagei) ist vermutlich ein Bestandteil, das dem Wappen des 'Wilhelm von Jülich’ (1556) entnommen wurde. Seinen Ursprung hatte der Vogel wohl als Kennzeichen der Teilnahme an den Kreuzzügen. Der Zweig hat keinen historischen Ursprung und wurde im 19. Jahrhundert hinzugefügt.
Die Farben wurden 1972 abgeändert. Das heutige Wappen in dieser Form gibt es seit dem 29. November 1972.

### Städtepartnerschaften
Geilenkirchen unterhält seit 1966 eine enge Städtepartnerschaft mit der französischen Stadt Quimperlé in der Bretagne. Zudem pflegt Geilenkirchen gute Kontakte zu den grenznahen niederländischen Städten, insbesondere zur Stadt Sittard-Geleen.

## Kultur und Sehenswürdigkeiten

### Museen

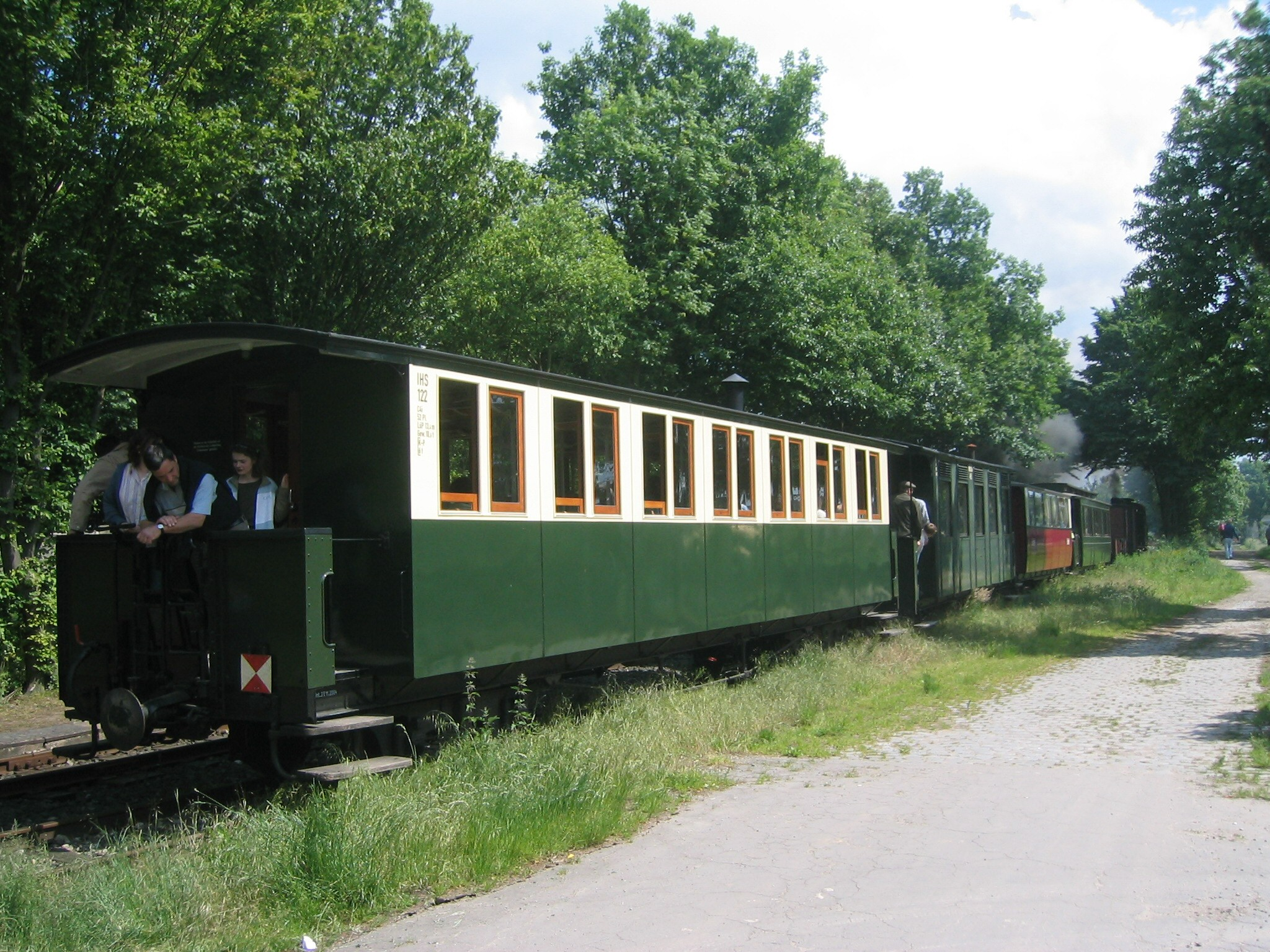
Zug der Selfkantbahn

- Selfkantbahn: Die etwa 1900 ehemals von Alsdorf über Geilenkirchen (DB-Anschluss) bis Wehr/Tüddern betriebene Schmalspurbahn der Kreisbahn Geilenkirchen wird heute auf einem 5,5 km langen Reststück von Geilenkirchen-Gillrath bis Gangelt-Schierwaldenrath als Museumseisenbahn betrieben. Sie ist die letzte dampfbetriebene Kleinbahn Nordrhein-Westfalens.
- Historisches Klassenzimmer Immendorf: Nach Umstellung der Hauptschule Immendorf in eine Grundschule wurde 1988 ein Klassenzimmer in ein historisches Klassenzimmer umfunktioniert. Darin werden Schulutensilien aus dem frühen bis mittleren 20. Jahrhunderts ausgestellt.[19][20]
- Haus Basten

### Institutionen
- Kulturarbeitskreis der Stadt Geilenkirchen

### Bauwerke
- im Ortsteil Geilenkirchen
  - Kirche St. Mariä Himmelfahrt

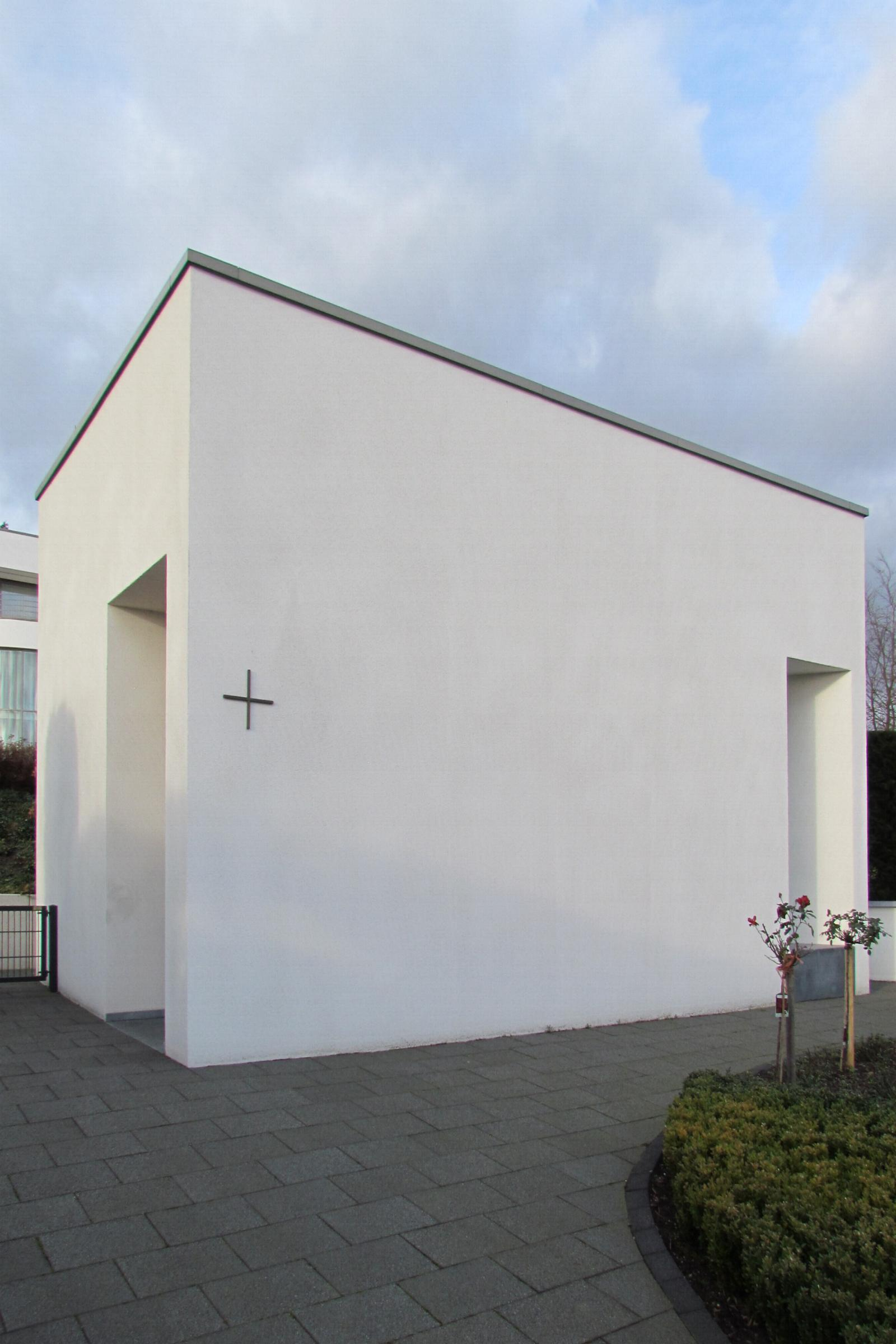
Marienkapelle Stumpf

  - ehemalige Burg Geilenkirchen, heute auf dem Gelände des Bischöflichen Gymnasiums St. Ursula
  - Jüdischer Friedhof
  - Marienkapelle Stumpf: Die römisch-katholische Kapelle befindet sich an der Rembrandtstraße auf einem Privatgrundstück, ist aber für die Öffentlichkeit zugänglich. Bauherren waren die Eheleute Luise und Toni Stumpf. Die der Gottesmutter Maria gewidmete Kapelle entstand nach Plänen von Norbert Makarowski und wurde am 28. April 2012 geweiht. Im Inneren befindet sich eine bronzene Marienstatue, an der Südostseite ein Fenster mit Glasmalerei.[21]

- im Ortsteil Hünshoven
  - Kirche St. Johann Baptist, von Dominikus und Gottfried Böhm 1950/51 erbaut
  - Evangelische Kirche, erbaut 1865/66
  - Evangelisches Pfarrhaus, ehemals Wohnhaus der Familie Camphausen
  - Haus Basten, ehemals eine Ölmühle

- im Tal der Wurm

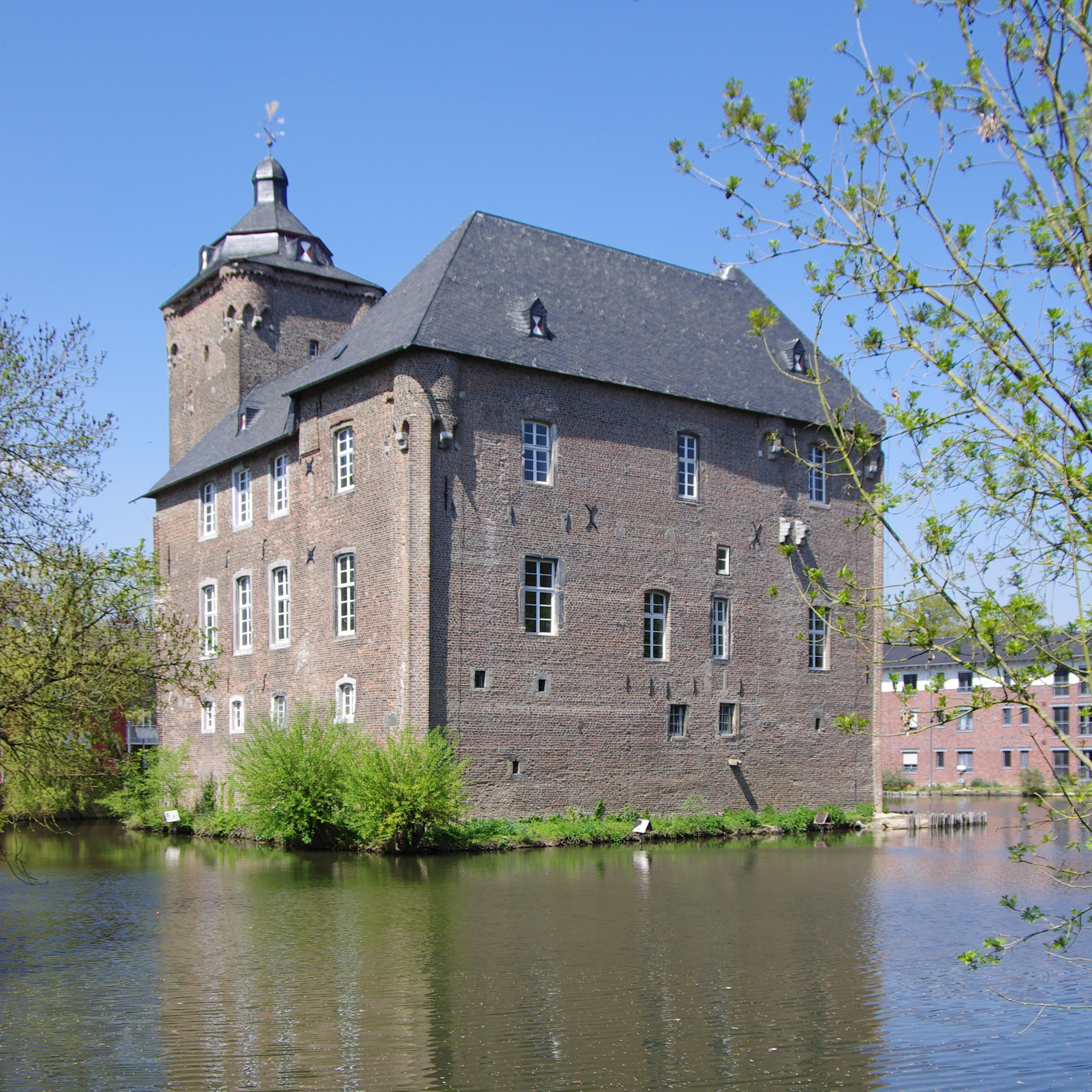
Schloss Trips

  - Schloss Trips, bedeutende Wasseranlage (seit 2004 zum Altenheim umgebaut)
  - Schloss Leerodt
  - Gut Zumdahl
  - Gut Kleinsiersdorf

- zwischen Hünshoven und Waurichen
  - Schloss Breill
  - Gut Muthagen

- im Ortsteil Bauchem
  - Wasserturm (Wahrzeichen) erbaut 1903, zerstört 1944, Wiederaufbau 1947
  - Kirche St. Josef, 1974 erbaut, 2018 abgerissen
  - Dremmenshof (1790)
  - Thorenshof (1660)

- im Ortsteil Süggerath
  - Kirche Hl. Kreuz, erbaut um 1560, sehenswert ist hier das Antwerpener Retabel

### Park und Naturschutzgebiet

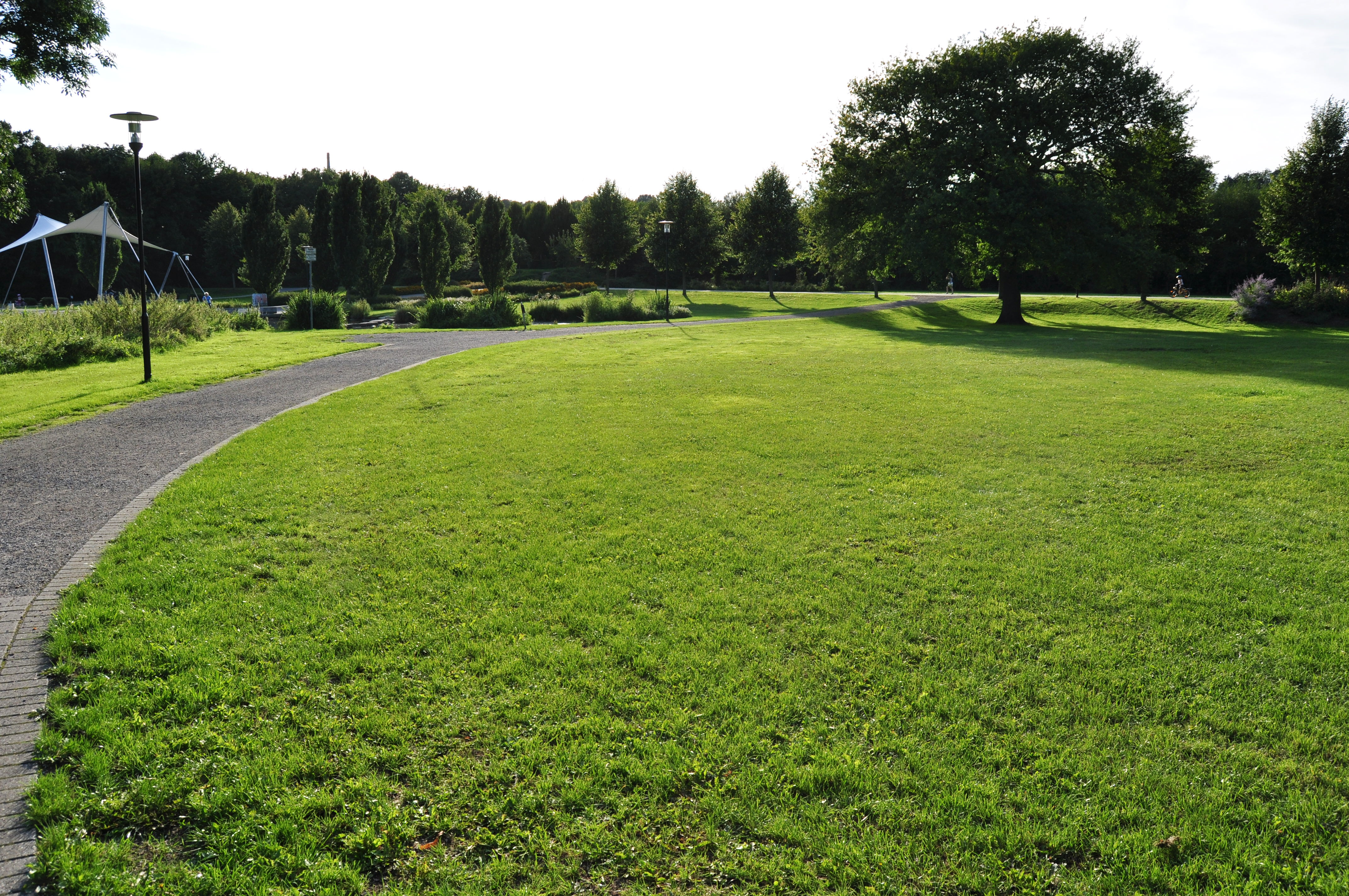
Stadtpark in Geilenkirchen

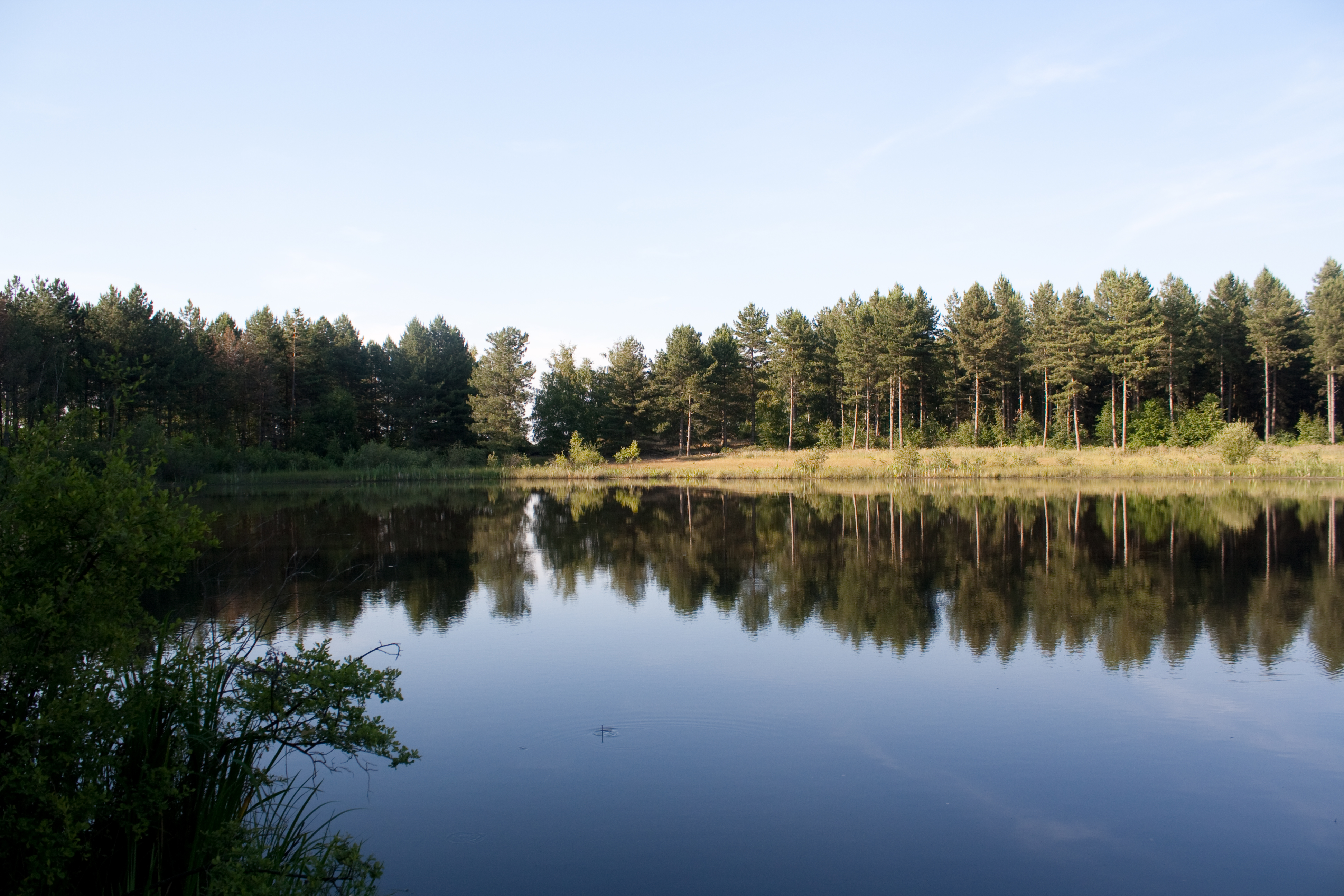
Kiefernsee in der Teverener Heide

- Wurmauenpark
- Naturschutzgebiet Teverener Heide

## Wirtschaft und Infrastruktur

### Verkehr

#### Schienenverkehr

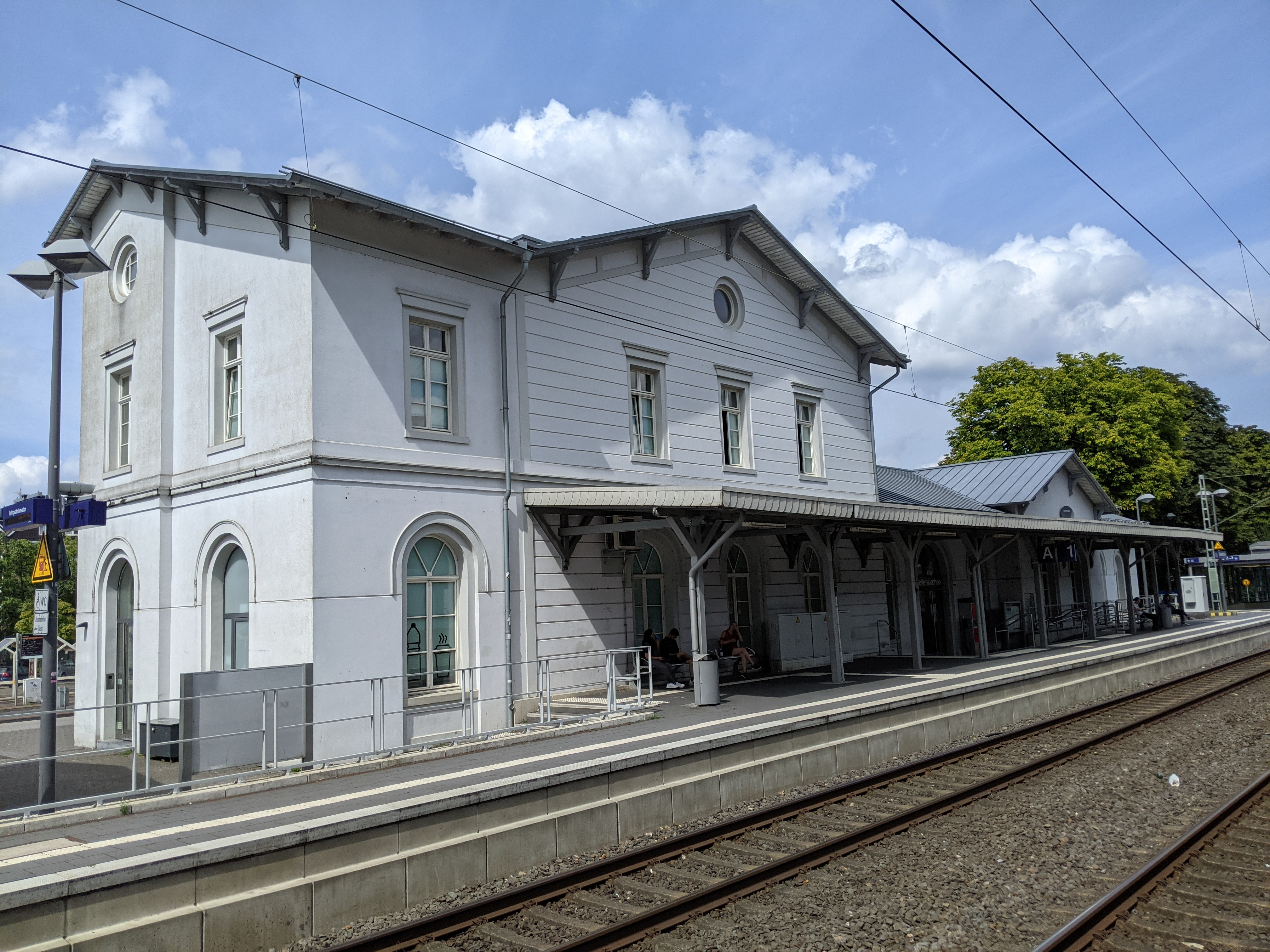
Bahnhof Geilenkirchen

Geilenkirchen ist mit den Bahnhöfen in Lindern (Bahnhof der Kategorie 4) und Geilenkirchen (ebenfalls Bahnhof der Kategorie 4) seit 1852 an die Bahnstrecke Aachen–Mönchengladbach angeschlossen.
Für einige Jahre war der Bahnhof Geilenkirchen Interregio-Halt. Seit dem Fahrplanwechsel zum 15. Dezember 2013 hält das zum gleichen Zeitpunkt neu eingerichtete werktägliche Intercity-Zugpaar zwischen Aachen und Berlin auch in Geilenkirchen.
| Linie | Linienbezeichnung | Linienverlauf | Linienverlauf | Linienverlauf |
| ----- | ----------------- | --- | --- | ------------- |
| RE 4  | Wupper-Express    | Aachen Hbf – Herzogenrath – Geilenkirchen – Erkelenz – Rheydt Hbf – Mönchengladbach Hbf – Düsseldorf Hbf – Wuppertal Hbf – Hagen Hbf – Witten Hbf – Dortmund Hbf | Aachen Hbf – Herzogenrath – Geilenkirchen – Erkelenz – Rheydt Hbf – Mönchengladbach Hbf – Düsseldorf Hbf – Wuppertal Hbf – Hagen Hbf – Witten Hbf – Dortmund Hbf |               |
| RB 33 | Rhein-Niers-Bahn  | Aachen Hbf – Herzogenrath – Geilenkirchen – Lindern (Flügelung)                                                                                                  | – Erkelenz – Rheydt Hbf – Mönchengladbach Hbf – Viersen – Krefeld Hbf – Duisburg Hbf                                                                             |               |
| RB 33 | Rhein-Niers-Bahn  | Aachen Hbf – Herzogenrath – Geilenkirchen – Lindern (Flügelung)                                                                                                  | – Heinsberg (Rheinl) |               |

#### Busverkehr
Die Stadt ist ferner an das öffentliche Personennahverkehrsnetz des Aachener Verkehrsverbundes (AVV) angeschlossen. Die im Verkehrsverbund zusammengeschlossenen Verkehrsunternehmen bieten im Verbundraum nach einheitlichen Tarif- und Beförderungsbedingungen einen planmäßig betriebenen Omnibus-Linienverkehr zwischen den wichtigsten Städten und Gemeinden der Kreise Aachen, Heinsberg und Düren an. Ein besonderes Merkmal des „öffentlichen Verkehrsangebotes“ ist die direkte Einflussnahme der Kommunen auf das Angebot und eine sozialverträgliche Tarifgestaltung. Für Geilenkirchen und sein ländliches Umfeld hat dies eine besondere Bedeutung für die umfangreich notwendige Beförderung der Schüler zwischen Wohnstätten und den zentral gelegenen sogenannten Mittelpunktschule.
Zudem verkehrt der Multi-Bus seit dem 9. Juni 2024 kreisweit erweitert und zu einheitlichen Bedienzeiten. Mehr Informationen gibt es bei West-Verkehr.
| Linie | Betreiber | Verlauf |
| ----- | --------- | --- |
| GK1   | west      | (Geilenkirchen Loherhof – Hünshoven –) Geilenkirchen Bf – (Burg Trips →) Bauchem – Niederheid |
| GK2   | west      | (Geilenkirchen Bf – Bauchem) / (Gillrath – Hatterath) – Niederheid (– Rischden – Tripsrath – Hochheid) |
| SB1   | west      | Schnellbus: Erkelenz Bf – Erkelenz Burg / Erkelenz ZOB – Gerderath – Myhl – Wassenberg – Orsbeck – Unterbruch – Heinsberg Busbf – (Schleiden –) Rischden – Geilenkirchen Bf                                                                                  |
| SB3   | west      | Schnellbus: Geilenkirchen Bf – Bauchem – Gillrath – Stahe – Gangelt – Süsterseel – Höngen – Tüddern – Sittard Stadhuis – Sittard Bf |
| 71    | ASEAG     | Geilenkirchen Bf – Waurichen – Beggendorf – Baesweiler – Setterich – Siersdorf – Schleiden – Aldenhoven |
| 407   | west      | (Myhl –) Gerderath – Altmyhl – Ratheim – Millich – Hückelhoven (– Hilfarth – Himmerich – Randerath Bf – (Hoven – Kraudorf –) Nirm – Kogenbroich – Müllendorf – Süggerath Mühlenkamp – Geilenkirchen Bf)                                                      |
| 410   | west      | (Oberbruch Schulzentrum – Unterbruch –) Heinsberg Busbf – Heinsberg AOK – (Schleiden – Uetterath – Rischden) / (Aphoven – Scheifendahl – Straeten – Waldenrath – Tripsrath – Hochheid) – (Bauchem – Geilenkirchen Schulzentrum – Bauchem –) Geilenkirchen Bf |
| 431   | west      | Geilenkirchen Bf – Frelenberg – Zweibrüggen – Marienberg – Palenberg Bf – Palenberg – Übach – Boscheln – Baesweiler |
| 432   | west      | Geilenkirchen Bf – Prummern – Immendorf – (Apweiler –) Floverich – Loverich – Puffendorf – Setterich – Baesweiler |
| 434   | west      | Geilenkirchen Bf – Bauchem – Niederheid – Hatterath – Gillrath – Birgden – Schierwaldenrath Bf – Langbroich – Schümm – Brüxgen – Breberen – Saeffelen – Heilder – Höngen                                                                                     |
| 435   | west      | Geilenkirchen Bf – Bauchem – Gillrath – Stahe – Birgden – Kreuzrath – Gangelt – Süsterseel – Hillensberg – Wehr – Tüddern – Höngen |
| 437   | west      | Geilenkirchen Bf – Bauchem – Niederheid – Hatterath – Gillrath – Stahe – Niederbusch – Gangelt – Hastenrath – Kleinwehrhagen – Großwehrhagen – Höngen |
| 491   | west      | Geilenkirchen Bf – (Bauchem – Nierstraß –) Teveren – Grotenrath – Scherpenseel – (Siepenbusch – Windhausen –) Marienberg – Palenberg Bf (– Palenberg – Übach)                                                                                                |
| 494   | west      | Geilenkirchen Bf – Süggerath – Müllendorf – Würm – (Beeck –) Leiffarth – (Flahstraß – Honsdorf –) Lindern Bf |

#### Straßenverkehr
Die Bundesautobahn 46 beginnt/endet nur wenige Kilometer nordwestlich zwischen Geilenkirchen und Heinsberg.
Geilenkirchen liegt am Kreuzungspunkt der Bundesstraße 221 (Aachen–Kleve) mit der Bundesstraße 56 (Bonn–Sittard/NL).

### Öffentliche Einrichtungen
- Rathaus, Markt 9

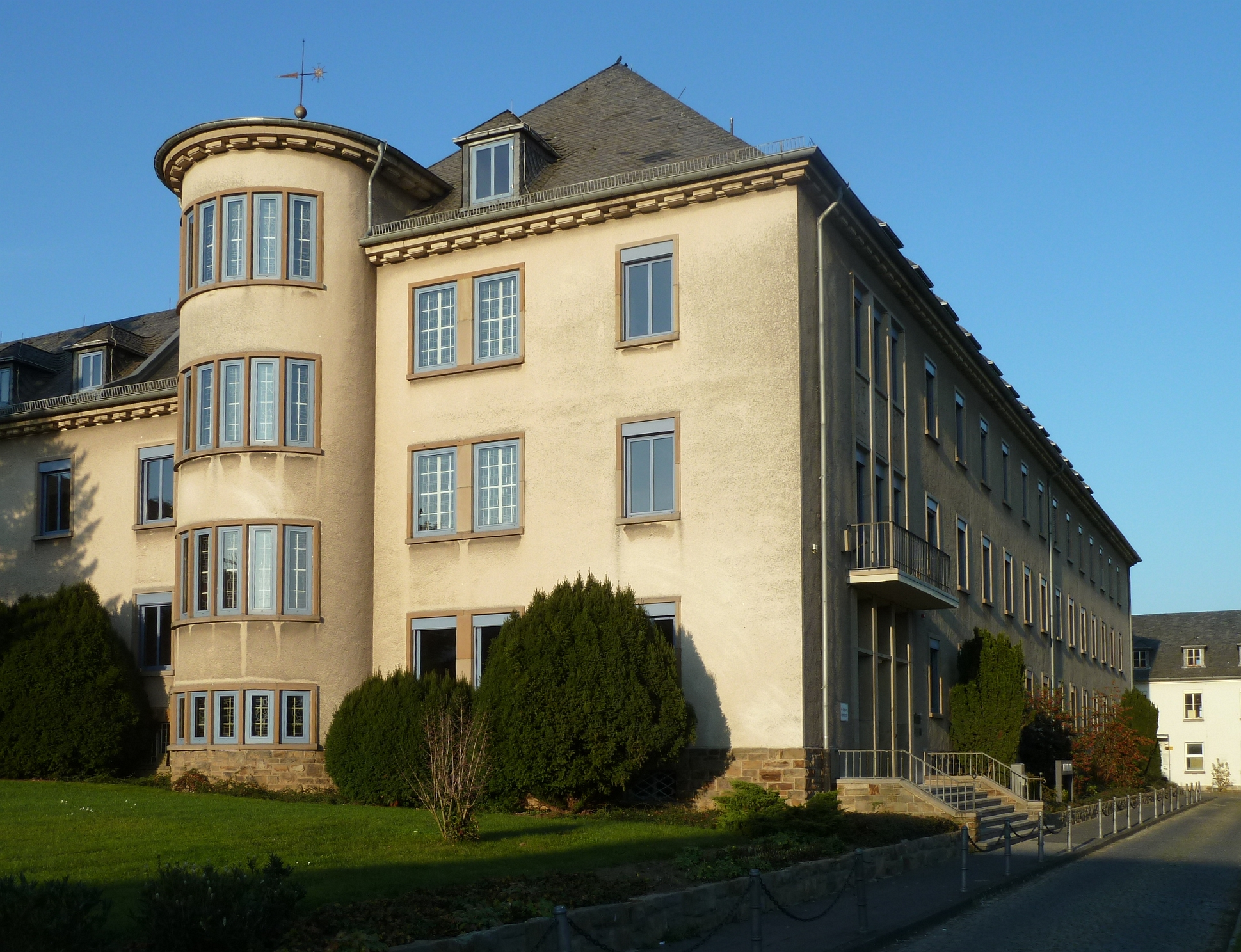
Finanzamt Geilenkirchen

- Stadtbücherei, Martin-Heyden-Str. 24–26
- Hallenbad
- Baubetriebshof der Gemeinde
- Kläranlage Flahstraß
- Polizeiwache
- Freiwillige Feuerwehr Geilenkirchen
- Friedhöfe
- Sportplätze
- Hauptstelle der Kreissparkasse Heinsberg
- Kreishandwerkerschaft
- Finanzamt Geilenkirchen

#### Schulen

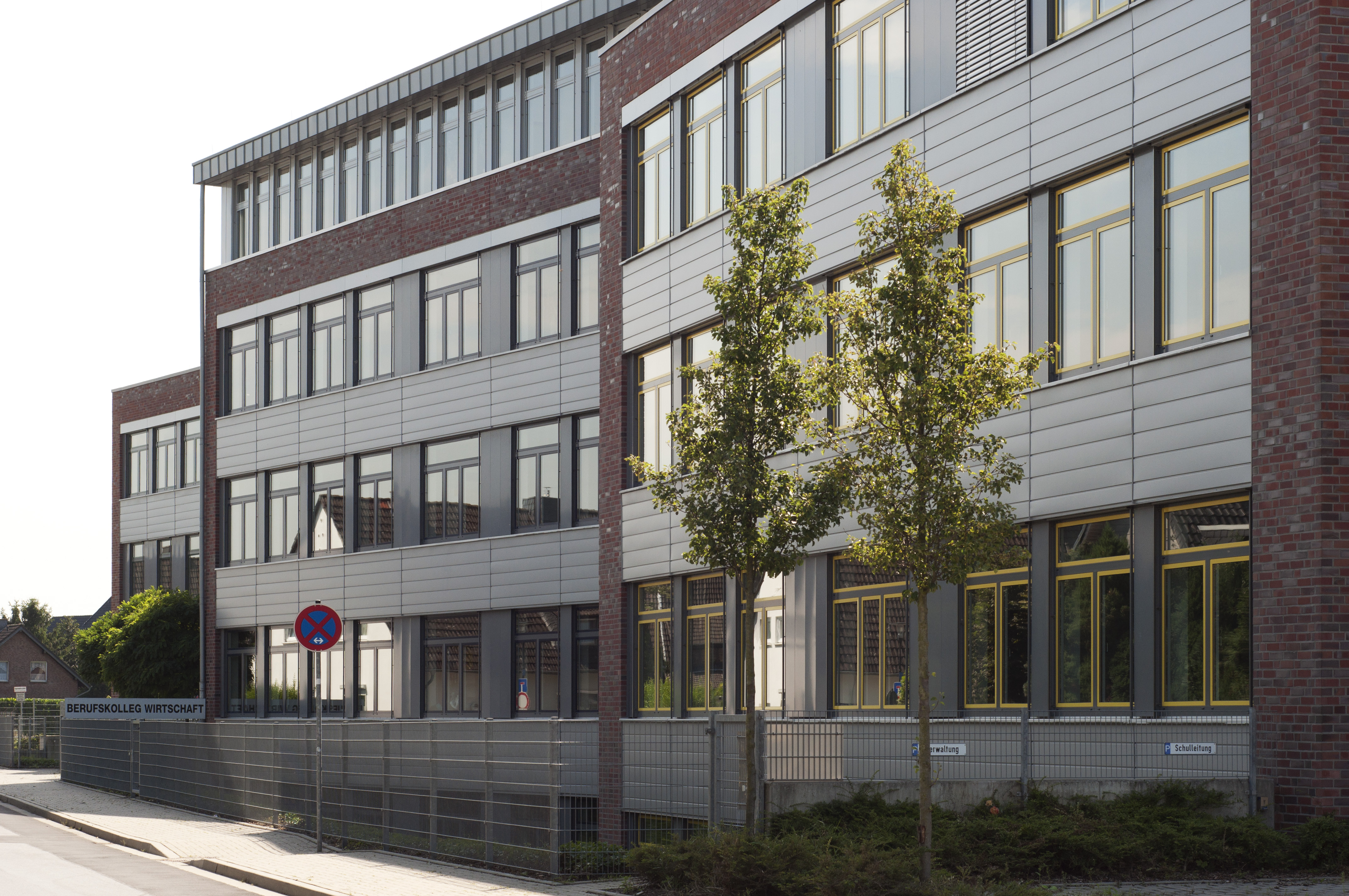
Berufskolleg Wirtschaft

In Geilenkirchen sind diverse Schulen ansässig:
- Bischöfliches Gymnasium St. Ursula (Träger ist das Bistum Aachen)
- Städtische Realschule
- Anita-Lichtenstein-Gesamtschule
- diverse Grundschulen
- Berufskolleg Wirtschaft (Wirtschaftsgymnasium)[22]
- Berufskolleg für Ernährung, Sozialwesen und Technik
- Musikschule Geilenkirchen e. V.
- Eichendorff-Kolleg Geilenkirchen (ehemals staatl. Institut für spätausgesiedelte Abiturienten, seit Mitte 2010 in einem Anbau bei der Anita-Lichtenstein-Gesamtschule als Abteilung IV angesiedelt)
- Janusz-Korczak-Schule (Schule für Erziehungshilfe)
- Krankenpflegeschule des St.-Elisabeth-Krankenhauses.

Der 2009 gegründete Campus Geilenkirchen der FH Aachen beherbergt bis zu 180 Studenten des Freshman Institute.
Zudem bietet die Rheinische Hochschule Köln seit 2015 am CSB-Campus Studiengänge im Bereich Betriebswirtschaftslehre und Wirtschaftsinformatik.

#### Energieversorger
Das Energieversorgungsunternehmen Kreiswerke Heinsberg (KWH), das nach Fusion mit der Kreisbahn Geilenkirchen und später mit der Kraftverkehr Erkelenz auch als Verkehrsunternehmen den ÖPNV im Kreis durchführte, hatte seinen Sitz und einen seiner beiden Busbetriebshöfe in der Stadt. Rationalisierungsbestrebungen der „öffentlichen Hand“ führten 2003 zu einem weiteren Zusammenschluss der KWH mit der „Westdeutschen Licht & Kraft“ (WLK) aus Erkelenz zur WestEnergie und Verkehr GmbH. Im Jahre 2015 erfolgte mit einer Abspaltung der Energie Sparte 2015 eine Umbenennung des Unternehmens in WestVerkehr GmbH. Im Zuge der Ausgliederung wird das Erbringen von Ver- und Entsorgungsleistungen in den Bereichen Energie, Wärme, Wasser, Abwasser, Abfall von der WestEnergie GmbH durchgeführt. Nach dem Zusammenschluss der NEW Niederrhein Energie und Wasser GmbH und der WestEnergie GmbH übernimmt die NEW die Durchführung der Grundversorgung für die Belieferung von Erdgas und elektrischer Energie.

#### Nahverkehrsunternehmen
Das Unternehmen WestVerkehr GmbH führt im Kreis Heinsberg den Linien- und Schülerverkehr im ÖPNV durch. Die Hauptverwaltung ist in Geilenkirchen. Die Betriebshöfe des Unternehmens sind in Geilenkirchen und Erkelenz.

### Militärische Einrichtungen
Geilenkirchen ist Standort zweier größerer militärischer Einrichtungen: der NATO-Airbase im Ortsteil Teveren und der Selfkant-Kaserne im Ortsteil Niederheid.
In beiden Einrichtungen waren mobile, atomar und nichtatomar bestückbare Raketensysteme (Honest John, Pershing 1A, Sergeant, Lance, sowie LARS (Leichtes Artillerieraketensystem, ein Mehrfach-Raketenwerfer)) stationiert. Der am Standort Geilenkirchen vorgehaltene Übungsplatz in der Teverener Heide ist aufgegeben. Die Standortmunitionsniederlage 314/1 in der Teverener Heide ist seit 1994 geschlossen. Unterhalten werden die Einrichtungen vom Bundeswehr-Dienstleistungszentrum Aachen.
Der Fliegerhorst und die Kaserne sind für die eher strukturschwache Region wirtschaftlich von nicht unerheblicher Bedeutung, da sie neben den Militärangehörigen auch zahlreichen Zivilbeschäftigten Arbeit und in die Region zurückfließende Kaufkraft geben.

#### NATO-Flugplatz Geilenkirchen

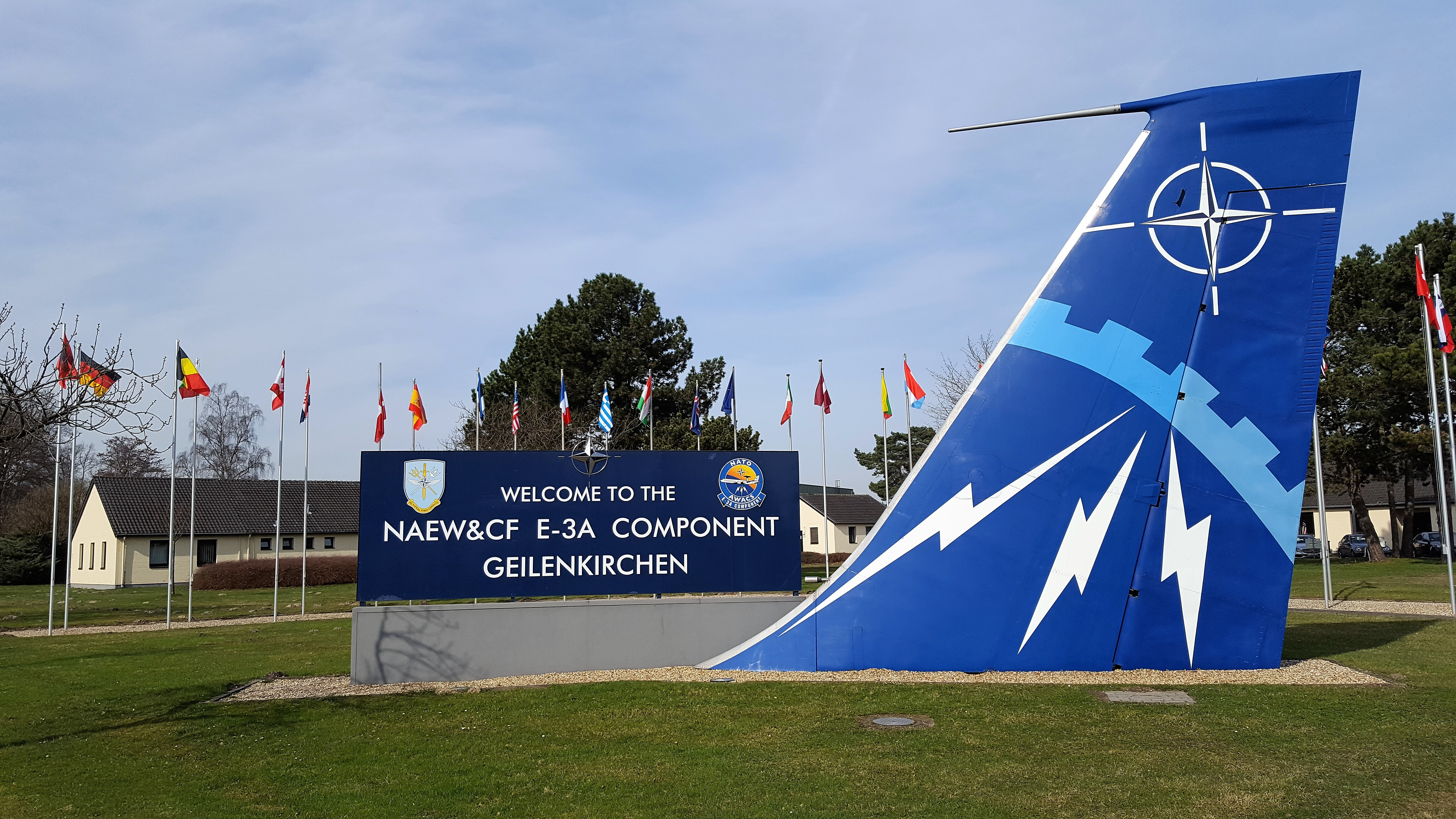
NATO-Airbase Geilenkirchen

Die britische Royal Air Force baute und bezog 1953 in Teveren einen Flugplatz, den sie bis 1968 nutzte. Über die Vorgeschichte zum Flugplatzbau berichtet I. Stadtbeigeordneter a. D. Hubert Paggen in seinem Aufsatz "Wie der Flugplatz nach Teveren kam" (siehe Heimatkalender des Kreises Heinsberg, Jahrgang 2020, S. 127 - 131).
Die Einrichtung wurde von der Deutschen Luftwaffe übernommen und Standort der Pershing-1A-Kurzstreckenrakete. 1980 zog das Flugkörpergeschwader 2 in die Selfkantkaserne nach Geilenkirchen um und in Teveren zog die NATO mit dem AWACS-Verband ein, an dem 2014 16 NATO-Staaten aktiv beteiligt sind. Dieser Verband ist demnach der einzige multinationale Verband der NATO.
In Geilenkirchen-Teveren sind seit 1982 auf der Air Base Geilenkirchen die NATO-AWACS-Aufklärungsflugzeuge vom Typ Boeing E-3A Sentry stationiert. Vor der Stationierung führte dies zu erheblichen Demonstrationen der Friedensbewegung, die bewusst machen wollte, dass die AWACS-Flugzeuge ebenso defensiven wie offensiven Aufgaben nachkommen könnten. Heute noch sind die veralteten und längst überholten Triebwerke vom Typ Pratt & Whitney JT3D (militärische Bezeichnung Pratt & Whitney TF33) der Flugzeuge Quelle massiver Lärm- und Schadstoffemissionen.
Angesichts von ca. 2400 Arbeitsplätzen (davon etwa 850 Zivilbeschäftigte) und einem wirtschaftlichen Beitrag von ca. 400 Mio. Euro ist der NATO-Flugplatz Geilenkirchen ein wichtiger regionaler Wirtschaftsfaktor.

#### Selfkant-Kaserne der Bundeswehr

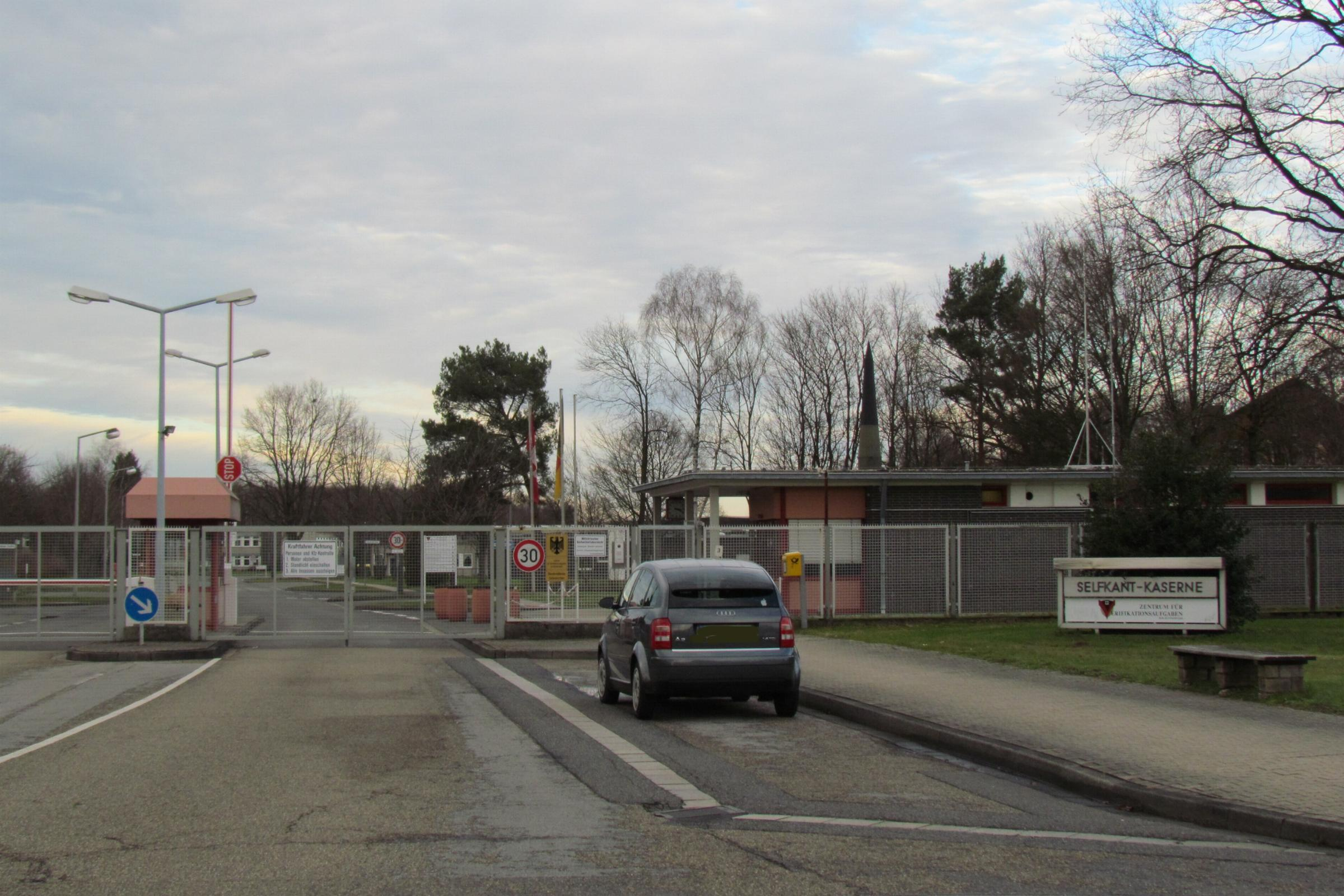
Eingang der Selfkant-Kaserne in Niederheid

Die Bundeswehr errichtete in Niederheid die Selfkant-Kaserne. In diese zog 1970 zunächst als Lehrbataillon das Raketenartillerielehrbataillon 72 ein; 1973 wurde die Raketenschule des Heeres von der Donnerberg-Kaserne nach Geilenkirchen verlegt. Im Zuge der Verlegung und Zusammenführung mit dem Lehrbataillon wurde sie in Raketen-Schule der Artillerie umbenannt. Nach Umstrukturierung und Auszug der Raketenartillerie ab 1981 befand sich das Flugkörpergeschwader 2 (FKG2) bis zu seiner Auflösung 1991 in der Selfkant-Kaserne. Seit 1991 ist in ihr das ZVBw (Zentrum für Verifikationsaufgaben der Bundeswehr) stationiert. Der Standortübungsplatz in der Teverener Heide wurde 1993 aufgegeben. Er ist heute ein Naturschutzgebiet. Unterhalten wurde der Übungsplatz von der Standortverwaltung Eschweiler/Stolberg, Außenstelle Geilenkirchen.
Mit Aufstellung des Bebauungsplanes 88 im Jahre 2002 wurde ca. 30 Hektar der Kasernenflächen als Gewerbegebiet umgewidmet und einer zivilen Nutzung zugeführt.

#### Standortschießanlage Geilenkirchen-Niederheid

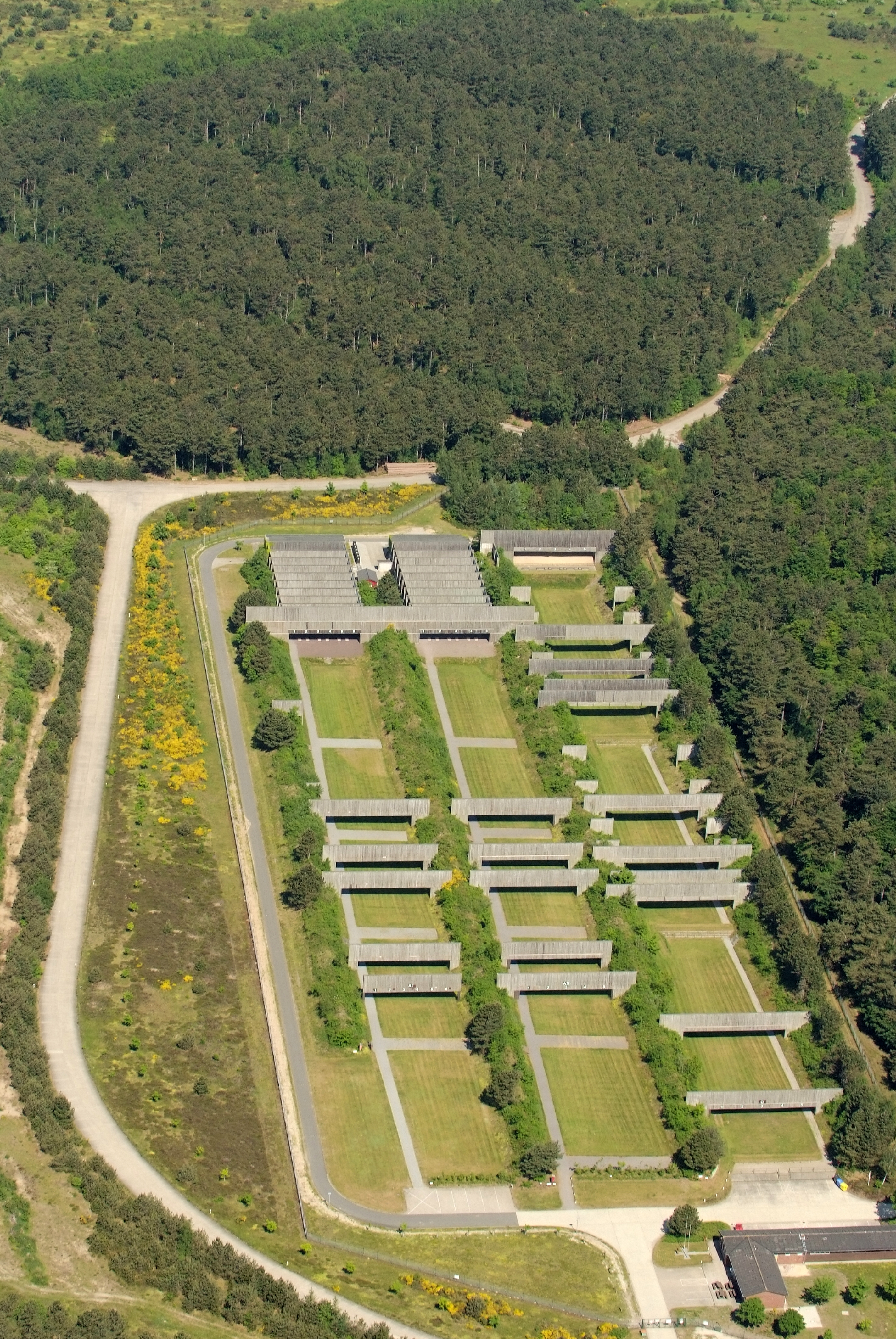
Beispiel einer Standortschießanlage mit drei Schießständen, hier Cuxhaven-Altenwalde

Im Zusammenhang mit dem Bau der Selfkantkaserne wurde in den 1970 zigern auch der Bau einer der Kaserne angeschlossenen Standortschießanlage realisiert.
Sie hat aktuell eine Fläche von ca. 10 Hektar, 5 Schießbahnen für Langwaffen und 6 Schießbahnen für Kurzfeuerwaffen, ein Gebäude für Werkstatt, Lager, WC und ein Wohnhaus, ursprünglich als Wohnhaus für den Schießstandwart gebaut.
Unterhalten wird die Anlage vom Bundeswehr-Dienstleistungszentrum Aachen, das auch zum Betrieb einen Schießstandwart stellt.
Mit Abzug des Flugkörpergeschwaders II ergab sich ab 1990 für große Kasernenflächen der militärisch belegten Teile der Selfkantkaserne keine weitere Nutzung. Mit der Aufstellung des Bebauungsplanes 88 im Jahre 2002 wurde ca. 30 Hektar diese Kasernenflächen als Gewerbegebiet umgewidmet und einer zivilen Nutzung zugeführt. Dadurch ergab sich u. a. eine räumliche Trennung zwischen Kaserne und der Standortschießanlage.
Im Zuge der Reduzierung der Bundeswehr der vergangenen Jahre wurden zahlreiche Standortschießanlagen geschlossen. Die StoSchAnl Geilenkirchen ist eine der noch 79 der Bundeswehr bundesweit verbliebenen und aktuell die einzige im weiten Umfeld, genutzt von der Bundeswehr diverser Standorte und NATO Verbänden aus NL und D. Intern auch Sammelstandortschießanlage (SaStoSchAnl 314/2) bezeichnet.
Die Nutzung beschränkt sich auf Handfeuerwaffen für bestimmte Kaliber auf Entfernungen bis zu 250 m. Die Schießzeiten sind reglementiert und ein Nachtschießen verboten.

#### Sondermunitionslager (SAS)
Das Atomwaffenlager lag unmittelbar nördlich der damaligen Kasernenanlage und heutigen Air Base (♁50° 58′ 19″ N, 6° 3′ 15″ O). Hier waren die atomaren Gefechtsköpfe für das in Teveren und später in Niederheid stationierte Flugkörpergeschwader (FKG) 2 gelagert. 1991 wurde das Flugkörpergeschwader aufgelöst, das Sondermunitionslager geschlossen. Das ehemalige Atomwaffenlager ist weiterhin militärisches Sperrgebiet und befindet sich im Gelände der Air Base.

Lehrbataillon RakArtLehrBtl 72, 1970–1981 Geilenkirchen
Raketenschule des Heeres, 1973
Raketenschule der Artillerie, 1974–1981
Flugkörpergeschwader 2, 1968–1981 Flugplatz Teveren, 1981–1991 Selfkant-Kaserne
Zentrum für Verifikationsaufgaben der Bundeswehr

### Medien
- Aachener Zeitung
- Aachener Nachrichten

### Lokalpresse
- Stadtanzeiger Geilenkirchen[29]

### Unternehmen
In Geilenkirchen sind einige zum Teil national und international tätige Wirtschaftsunternehmen ansässig. Die sechs größten Unternehmen, gemessen an der Anzahl der Mitarbeiter (alle beschäftigen über 200 Mitarbeiter), sind:
| Unternehmen / Einrichtung                     | Beschäftigte |
| --------------------------------------------- | ------------ |
| CSB-System SE                                 | 600          |
| KSK Industrielackierung GmbH & Co. KG         | 350          |
| St. Elisabeth-Krankenhaus Geilenkirchen gGmbH | 680          |
| Wilhelm Jansen Eisenjansen GmbH & Co. KG      | 235          |
| SpanSet-secutex GmbH                          |              |

## Persönlichkeiten

### Ehrenbürger
- Albert Jansen (1903–1974), Kaufmann

### In Geilenkirchen geboren
- Regine Bielefeldt (* 1974), Drehbuchautorin
- Alina Bock (* 1984), Sängerin der Band beFour
- Marlon Bröhr (* 1974), Politiker (CDU), Abgeordneter im Deutschen Bundestag
- Ludolf Camphausen (1803–1890), Bankier, preußischer Ministerpräsident im Revolutionsjahr 1848
- Otto von Camphausen (1812–1896), preußischer Finanzminister
- Hermann Corsten (1889–1968), Bibliothekar
- Leo Dautzenberg (* 1950), Politiker (CDU), Mitglied des Deutschen Bundestages von 1998 bis 2011[32]
- Christoph Dohmen (* 1957), Professor für Altes Testament an der Universität Regensburg
- Elmar Fischer (* 1968), Regisseur
- Lambert von Fisenne (1852–1903), Architekt und Autor
- Theodor Franken (1811–1876), Maler der Düsseldorfer Schule
- Anja Fröhlich (* 1964), Schriftstellerin, Jugend- und Kinderbuchautorin
- Arthur von Goltstein (1813–1882), Politiker, Mitglied des Preußischen Herrenhauses
- Holger Gresens (* 1967), Fußballspieler
- Helmut Halfmann (* 1950), Althistoriker
- Jürgen Heinrichs (* 1977), Fußballspieler
- Hans Horrichs (1900–1987), Kommunalpolitiker, Wahlbeamter und Präsident des Deutschen Städtebundes
- Albert Jansen (1903–1974), Kaufmann, Verbandspolitiker und Stifter
- Manfred Jansen (* 1956), Fußballspieler
- Bernhard Jussen (* 1959), Historiker
- Max Kerner (* 1940), Historiker und Hochschullehrer
- Detmar Kurig (* 1966), Kontrabassist und Hochschullehrer
- Vivien Konca (* 1994), Schönheitskönigin und Moderatorin
- Christoph Leisten (* 1960), Schriftsteller und Gymnasiallehrer
- Bernd Mathieu (* 1954), Journalist, Zeitungsredakteur und Hochschullehrer
- Horst Matzerath (* 1937), Historiker
- Alfred Mevissen (* 1958), Bildhauer
- Wilfried Mohren (* 1958), ehemaliger Sportreporter
- Franz Joseph Nuß (1775–1842), Jurist und kurzzeitig kommissarischer Bürgermeister der Stadt Mülheim am Rhein
- Frank Pohle (* 1969), Historiker und Kulturwissenschaftler
- Lothar Romain (1944–2005), Journalist und Kunstwissenschaftler
- Sabine Schiffer (* 1966), Sprachwissenschaftlerin und Medienpädagogin
- Hans Peter Schmitz (* 1937), Landwirt und Politiker (CDU), Mitglied des Deutschen Bundestages von 1972 bis 2002
- Georg Schmitz (* 1950), Bürgermeister a. D.
- Gerd Sonntag (* 1962), Schriftsteller
- Jürgen Tarrach (* 1960), Filmschauspieler
- Udo Ungar (* 1964), Fotograf und Designer
- Max Wilms (1867–1918), Arzt und Chirurg
- Gereon Wolters (* 1944), im Stadtteil Leiffarth geborener Philosoph und Hochschullehrer

### Mit der Stadt verbunden

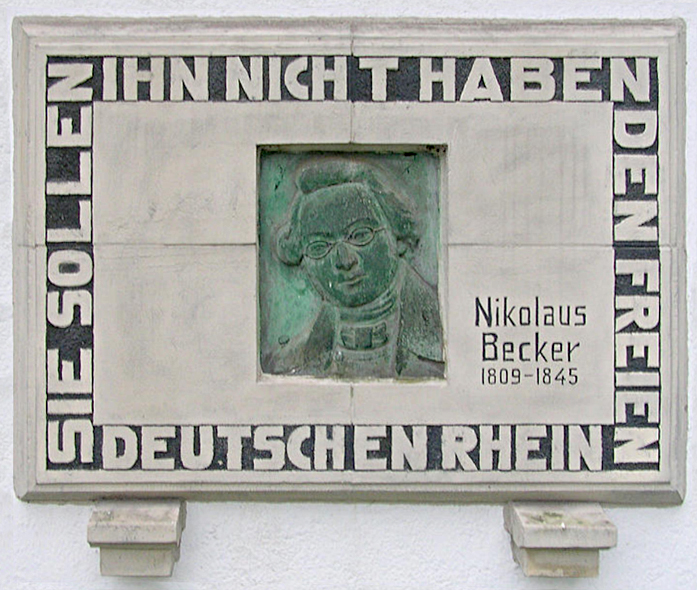
Gedenktafel für den Dichter Nikolaus Becker in Geilenkirchen

- Willi Arlt (Künstler) (* 1954), Bildhauer (Metall), lebt und arbeitet in Geilenkirchen-Lindern.
- Nikolaus Becker (1809–1845), Schreiber beim Friedensgericht und Schriftsteller; Dichter des Rheinliedes
- Jenny Böken (1989–2008), Sanitätsoffizier-Anwärterin der Deutschen Marine, wuchs in Geilenkirchen auf und ist dort beigesetzt.
- Franz Alois Kleinen (* 1925), 1972 bis 1980 Beigeordneter, ab 1980 Stadtdirektor der Stadt Geilenkirchen[33]
- Matthias Küsters (* 1946), Schulleiter des Bischöflichen Gymnasiums St. Ursula, Herausgeber der Zeitschrift Religion betrifft uns
- Anne Marie Stoll-Rommerskirchen (1909–1985), Malerin und Bildhauerin, verbrachte ihre letzten Lebensjahre in Geilenkirchen.
- Heinrich Meuffels (1927–2015), Politiker; 1956–1967 und 1984–1994 Mitglied des Rates der Stadt
- Konrad Volm (1897–1958), Politiker (NSDAP)

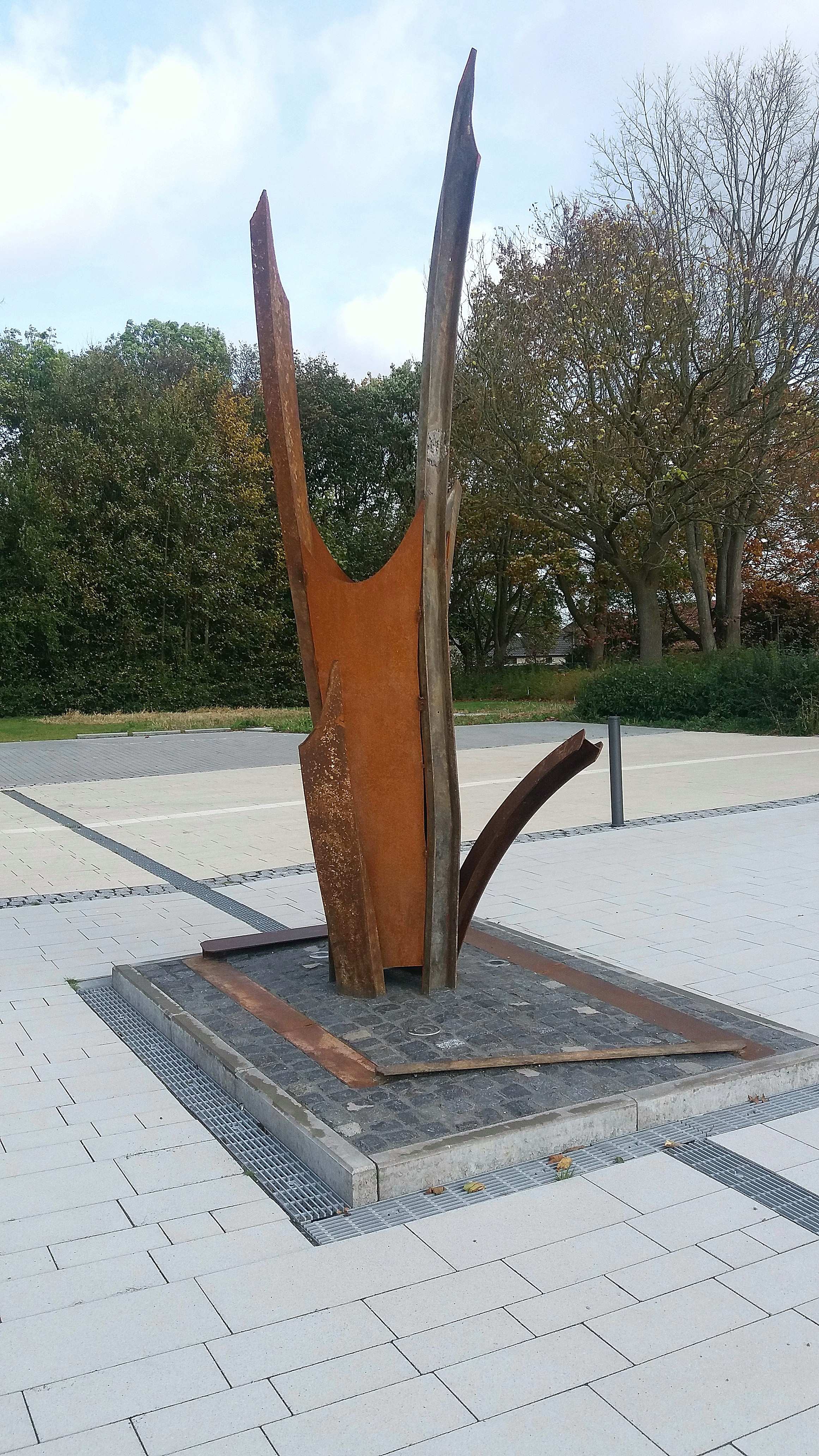
Willi Arlt, Skulptur, Vorplatz Gelobad